# Палманова
Палманова (итал. Palmanova, у месном говору Palme) град је у североисточној Италији. То је познати градић округа Удине у оквиру италијанске покрајине Фурланија-Јулијска крајина.
Палманова је позната као једини по начелима ренесансе потпуно изведен град на свету. Град има идеални облик правилног деветоугла са пространим тргом у самом геометријском средишту.
Утврђење је 2017. године уврштен на УНЕСКО-ву листу светске баштине као део млетачког система одбрамбених утврђења 16. и 17. века.
Међутим, последњих година Палманова је постала „синоним“ за јефтину куповину маркиране робе због оближњег тржног центра са нискобуџетним ценама робе (тзв. аутлет).

## Природне одлике
Град Палманова налази се у североисточном делу Италије, 50 km северозападно од Трста, седишта покрајине. Град се налази у равничарском подручју источне Падске низије, око 20 km удаљен од северне обале Јадрана.

## Становништво
Према резултатима пописа становништва 2011. у општини је живело 5.409 становника.
| 1931. | 1936. | 1951. | 1961. | 1971. | 1981. | 1991. | 2001. | 2011. |
| ----- | ----- | ----- | ----- | ----- | ----- | ----- | ----- | ----- |
| 6.650 | 4.568 | 5.845 | 5.882 | 5.928 | 5.712 | 5.483 | 5.340 | 5.409 |

Палманова данас има нешто преко 5.000 становника, махом Италијана. Током протеклих деценија број градског становништва благо опада.

## Галерија
- Идеални облик Палманове виђен из сателита
- Капија на улазу у град
- Градска црква
- Градске зидине
- Тврђава око града
- Градски трг